# Regencós
Regencós – gmina w Hiszpanii, w prowincji Girona, w Katalonii, o powierzchni 6,29 km². W 2011 roku gmina liczyła 295 mieszkańców.